# Famicom MODEM

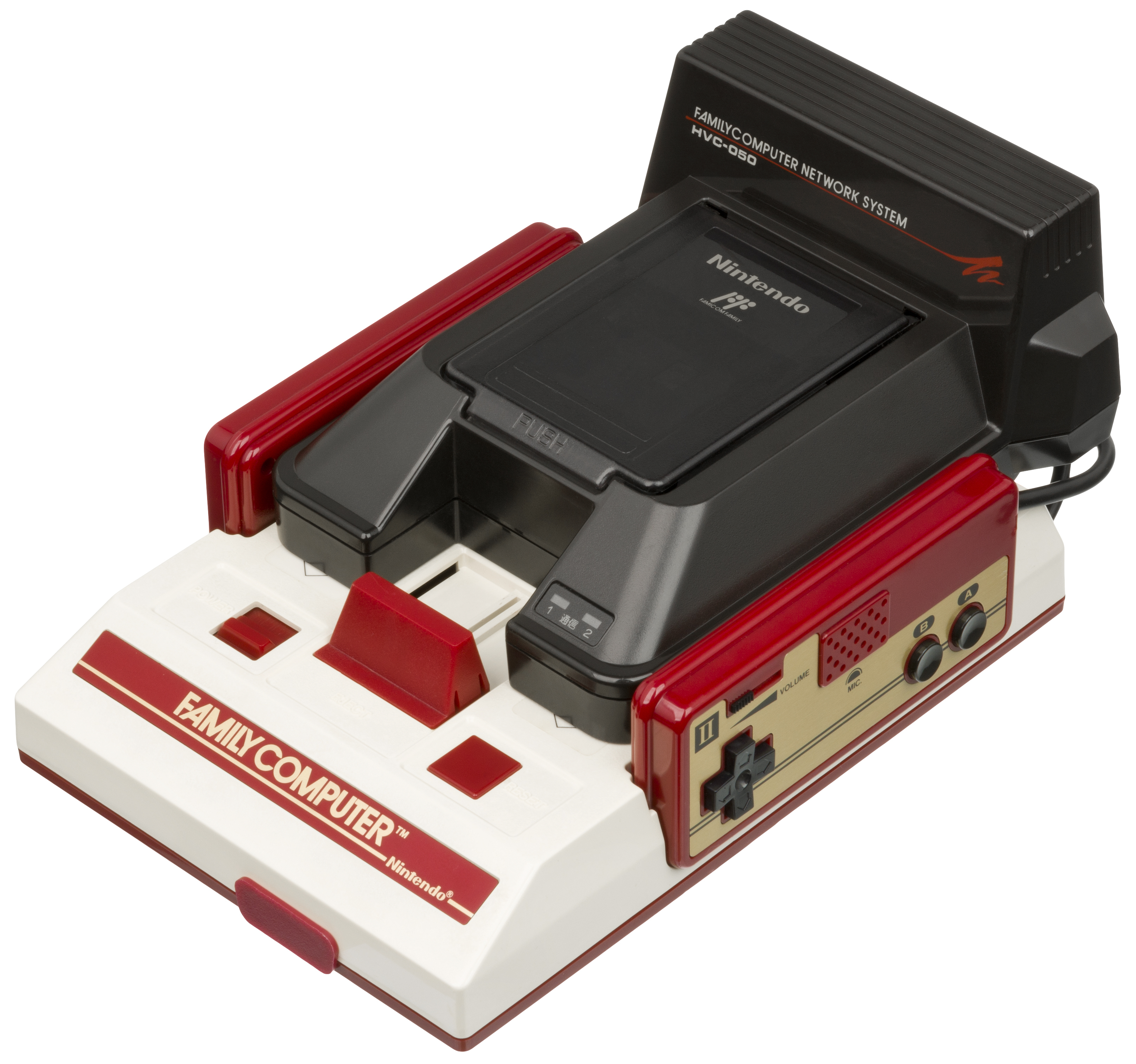
Famicom Modem

Le Famicom MODEM est un modem permettant de connecter la Famicom au serveur de Nintendo, sur lequel se trouvaient des blagues, des nouvelles, des astuces de jeu, des bulletins météo pour le Japon et quelques jeux téléchargeables.